# 古蜀文明

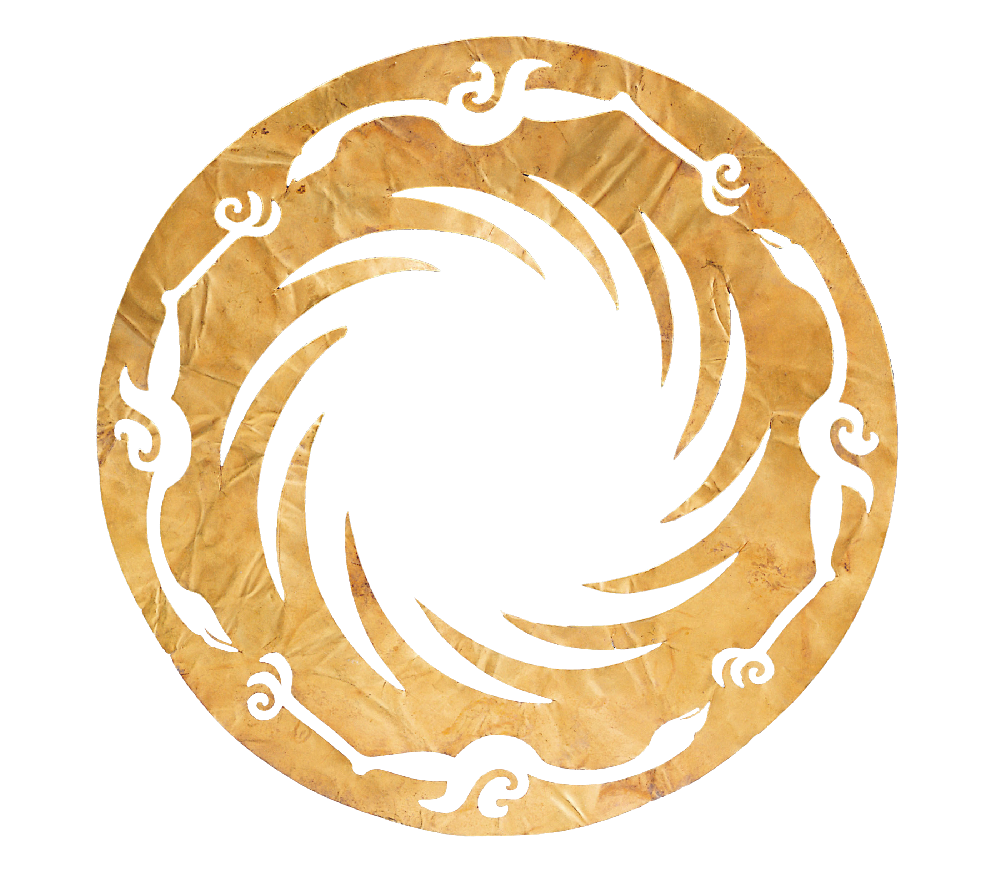
太陽神鳥金飾，出土於金沙遺址，專家推測可能是古蜀人的圖騰。

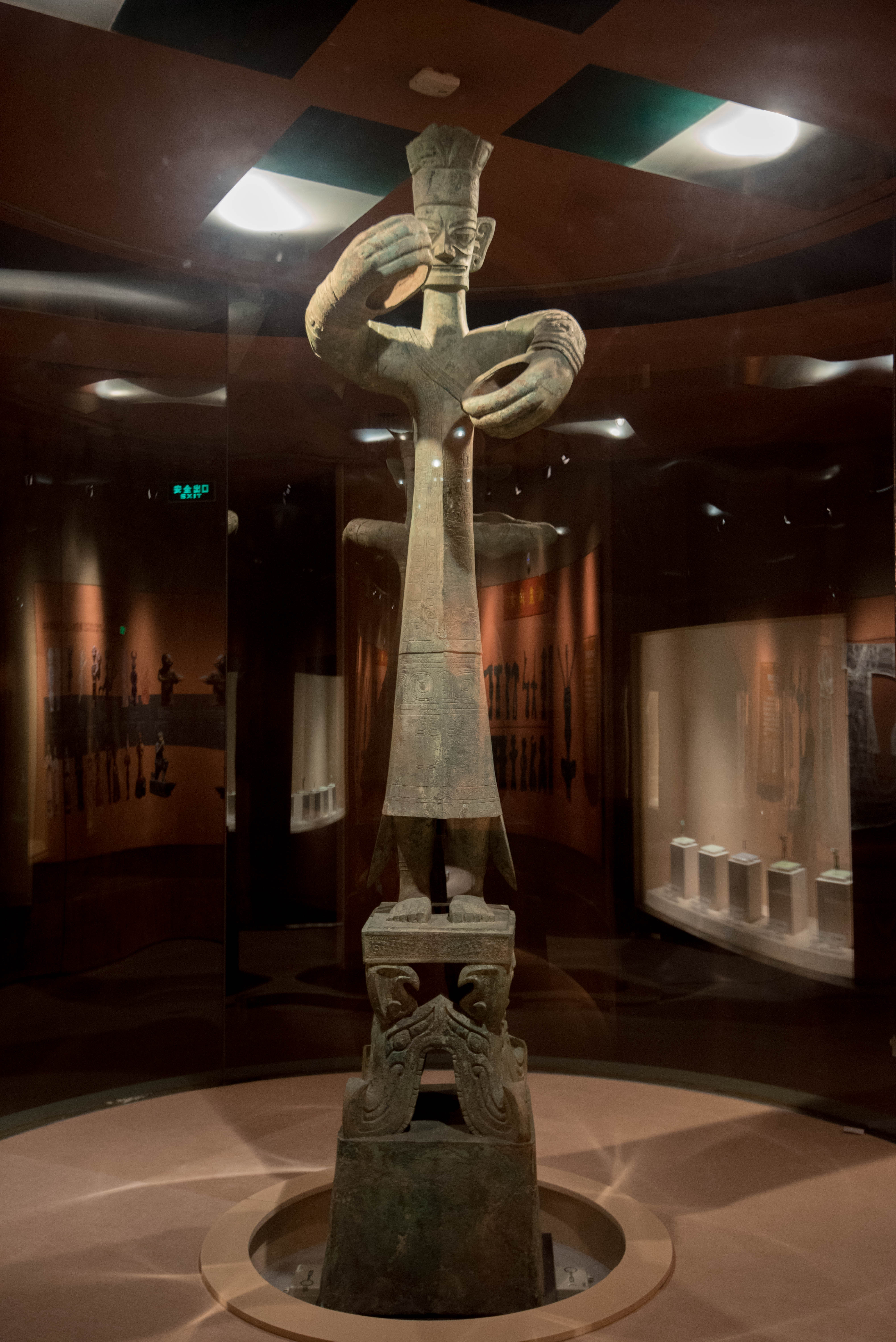
青銅立人像，出土於三星堆遺址。外國學者推測人像身份為大祭司，中國考古學家推測可能是同時擁有國王與祭司雙重身份的古蜀王。

古蜀文明是指从远古时期到春秋時期早期，於今日四川地区（包括四川省和重庆市等地）不同于中原文明的古文明。

## 簡述
据考古发现，200多万年前旧石器时代早期，四川便开始有了人类活动。四川境内有已被命名的旧石器时代文化遗址四处。距今7~8千年的时候，四川地区逐渐进入新石器时代。新石器时代遗址分布很广，目前已发现200多处，其中最具代表性的有广汉三星堆遗址、广元营盘梁遗址、西昌礼州遗址等。
约4~5千年前，四川地区进入上古传说时期，这一时期大约同中原的夏、商、周时期相当。此时的古史传说内容主要关于，上古四川先王世系和活动，较著名的有大禹导江、杜宇化鹃、萇弘化碧等。尽管没有史料记载，但三星堆、金沙、十二桥等遗址的考古发掘和口头传说证明，最迟到商代，成都平原已经进入奴隶社会。
商周时期，在成都平原建立的奴隶制政权古蜀国可能与古史传说中的“三代蜀王”——蚕丛、柏灌、鱼凫有关。
唐代诗人李白在《蜀道难》中有也有提及古蜀王鱼凫：“蚕丛及鱼凫，开国何茫然，尔来四万八千岁，不与秦塞通人烟”。大约在夏商之际，蜀人部落从今茂县一带迁徙至成都平原。“三代蜀王”之后，大约相当于中原西周时期，杜宇王朝建立，其间蜀国的都城迁至郫邑（今郫县），杜宇王朝采用君主世袭制，势力强大，其势力基本覆盖了整个四川盆地。大约相当于春秋時期早期，杜宇氏禅位于治水有功的蜀相鳖灵，鳖灵建立了开明王朝。
虽然从古至今都有关于古蜀文明的传说与记录，但在还没有足够的考古发现以前，这些关于古蜀文明的记载并未受到重视。长期以来，由于古代“内诸夏而外夷狄”的思想观念，人们普遍把中原文化视为中国唯一的文化中心，并认为其他文化都只是中原文化的延伸。即使是20世纪40年代初（那时已经在广汉三星堆遗址发现了一部分文物），学者首次提出“巴蜀文化”时，也只是把它作为与中原文化稍有区别的青铜器文化对待。直到卫聚贤于1942年在《说文月刊》上刊登的《巴蜀文化》一文提出“蜀国在春秋以前拥有自己的文字，并可以铸造青铜器”的观点在学术界引起轩然大波，人们才开始重视起古蜀文明。20世纪80年代，陈德安、陈显丹带领考古队在三星堆遗址进行了大规模的发掘，出土了内容丰富的文物。这证明了猜想中的古蜀文明确实存在。自那以后，大多数专家都认为中华文明起源不止一处，现任中国国家文物局副局长的童明康也曾指出：“中国文明的起源，恰似满天星斗。虽然，各地、各民族跨入文明门槛的步伐有先有后，同步或不同步，但都以自己特有的文明组成，丰富了中华文明，都是中华文明的缔造者。”

## 古蜀文明与有巢氏
近代考古发现认为成都平原的远古时期的建筑结构接近于传说中的有巢氏。 

## 越南安陽王
，本名蜀泮（Thục Phán）或開明泮，原是古蜀的王子，乃為鱉靈的後裔。在秦國滅蜀國之後，輾轉到達現在越南北部，建立甌雒國，並自稱為安陽王，建都古螺，乃今河内近郊的東英縣。